# Villa De Larderel
La villa De Larderel è una costruzione risalente alla seconda metà del Trecento situata a Pozzolatico, frazione di Impruneta, in provincia di Firenze.

## Storia e descrizione
Nel secolo XVI la villa apparteneva alla nobile famiglia fiorentina dei Ricci.
Nel 1869 divenne la dimora della contessa di Mirafiori e di Fontanafredda, la famosa Bella Rosina, che proprio nella cappella della villa si era unita in matrimonio morganatico con il re Vittorio Emanuele II.
A seguito del passaggio di proprietà ai conti de Larderel nel 1837, la villa subì una significativa ristrutturazione sia interna che esterna.
Nel 1872, si celebrò il matrimonio tra Bianca Enrichetta de Larderel e il figlio del re Vittorio Emanuele II e della Bella Rosina, il conte Emanuele Alberto Guerrieri di Mirafiori.
Nel Novecento, la villa divenne la residenza della famosa attrice del cinema muto Francesca Bertini.
Attualmente, la villa è stata ampliata con la costruzione di un edificio moderno, ed è stata sede della Scuola Waldorf di Firenze. Nella parte antica sono ancora visibili ambienti con stucchi e affreschi. La facciata della villa risale al Settecento. I giardini che circondano l'edificio comprendono un cottage (in rovina) e un laghetto artificiale.
Non più utilizzata, la villa è stata messa in vendita dalla Regione Toscana, con un valore stimato di 9130000,00 €. È stata acquistata nel 2017 a tale prezzo dal fondo i3-Università, gestito dalla società Invimit del Ministero dell'Economia e delle Finanze. Al momento, la villa rimane inutilizzata.